# Ronald Gómez (cyclisme)
Pour le footballeur costaricien, voir Rónald Gómez. Pour les homonymes, voir Gómez.
Gómez  Ortiz est un nom espagnol. Le premier nom de famille, en général paternel, est Gómez ; le second, en général maternel, souvent omis, est Ortiz.
Ronald Yesid Gómez Ortiz, né le 24 février 1991 à Bucaramanga, est un coureur cycliste colombien.

## Palmarès sur route
- 2010
  - 2e et 7e étapes du Tour de Colombie espoirs
- 2011
  - 3e du Tour de Colombie espoirs
- 2012
  - Classement général du Tour de Colombie espoirs
  - 3e étape du Tour de Bolivie (contre-la-montre par équipes)
- 2013
  -  Champion de Colombie sur route espoirs

## Classements mondiaux
| Année            | 2013 |
| ---------------- | ---- |
| UCI America Tour | 334e |